# Katharina Nocun
Katharina Nocun (ur. 1986 w Tychach jako Katarzyna Nocuń) – niemiecka polityk urodzona w Polsce, w 2013 r. sekretarz generalny (Politische Geschäftsführerin) Niemieckiej Partii Piratów.

## Życiorys
Katharina Nocun urodziła się w Tychach. W wieku trzech lat wyemigrowała wraz z rodzicami do Niemiec. Jej matka jest administratorem baz danych, a ojciec kierownikiem projektów informatycznych. Posiada zarówno polskie, jak i niemieckie obywatelstwo.
Od marca 2012 należy do Niemieckiej Partii Piratów. 10 maja 2013 została wybrana na nowego sekretarza (Politische Geschäftsführerin) partii. Poparło ją 81,7% głosujących. Po niezadawalającym rezultacie Partii Piratów w wyborach parlamentarnych w Niemczech z 22 września 2013 roku, w których partia uzyskała 2,2% głosów (poprawiając wynik zaledwie o 0,2%), 20 listopada 2013 r. (w ślad za dymisjami innych członków zarządu partii) ustąpiła ze stanowiska sekretarza, motywując to niemożnością pogodzenia studiów, pracy i polityki. 5 października 2016 roku opuściła ugrupowanie.